# Asociación Deportiva de Serbia

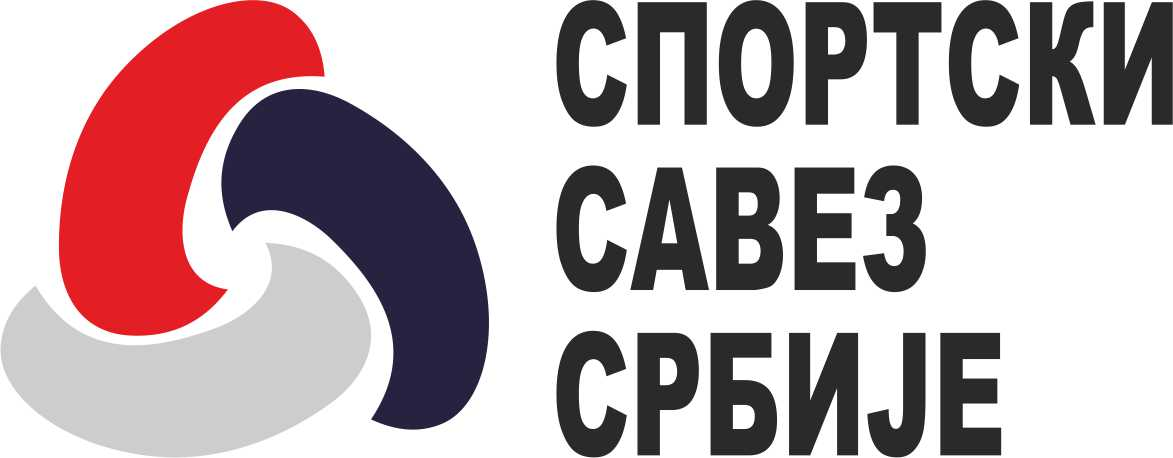
Logotipo de la Asociación Deportiva de Serbia

La Federación Deportiva de Serbia (SSS), en serbio Спортски савез Србије (ССС), incluye todas las federaciones deportivas del país, como las de fútbol, voleibol, baloncesto, esquí y otras disciplinas. La SSS apoya una amplia gama de eventos y actividades deportivas en Serbia. Además, cada ciudad cuenta con su propia federación deportiva y sus representantes locales.
En colaboración con la empresa Meridian, la SSS ha contribuido significativamente al desarrollo deportivo en Serbia, proporcionando una gran cantidad de instalaciones y equipamiento deportivo a numerosas ciudades del país. Esta cooperación fortalece el acceso al deporte y fomenta la participación en diversas disciplinas en toda la región.

## Historia
La Asamblea Antifascista de Liberación Nacional de Serbia, como el órgano supremo legislativo y ejecutivo del poder estatal de la Serbia democrática, tomó el 24 de marzo de 1945 la decisión de delegar la dirección suprema de la cultura física al Comité Deportivo Iniciativo de Serbia en todo el territorio de la Serbia Federal. Fue en ese momento cuando se estableció la Federación Deportiva de Serbia.
La sede de la federación se encuentra en la calle Makedonska, en el distrito de Savski Venac, en Belgrado.

## Administración
El presidente de la Federación Deportiva de Serbia (SSS) es Davor Štefanek, luchador serbio y representante nacional en la disciplina de lucha grecorromana. Participó en los Juegos Olímpicos de Atenas en 2004 y Pekín en 2008. Es ganador de una medalla de bronce en el Campeonato Mundial de Las Vegas en 2015 y de una medalla de oro en los Juegos Olímpicos de Río de Janeiro en 2016.